# 堀部安嗣
堀部 安嗣（ほりべ やすし、1967年 - ）は、日本の建築家。

## 略歴
神奈川県横浜市鶴見区生まれ。1990年、筑波大学芸術専門学群環境デザインコース卒業。1994年、堀部安嗣建築設計事務所設立。2002年、「牛久のギャラリー」で第18回新建築賞吉岡賞を受賞。2003年から東京理科大学非常勤講師、2007年から京都造形芸術大学大学院教授を務める。

## 主な著書
- 『memento mori』
- 『時の居場所』
- 『静寂の音』（私家版・森オフィス）
- 『堀部安嗣の建築』（TOTO版、2007年）

## 作品
- 南の家
- 軽井沢の家
- 由比ガ浜の家
- 玉川学園の家
- 砧の家
- 片瀬海岸の家
- 鎌倉山の家
- 小平の家
- 屋久島の家2
- 阿佐ヶ谷書庫
- 竹林寺納骨堂
- 小型豪華客船「ガンツウ」[1]
- 城崎温泉 泉翠